# Região Geográfica Intermediária de Ipatinga
A Região Geográfica Intermediária de Ipatinga é uma das treze regiões intermediárias do estado brasileiro de Minas Gerais e uma das 134 regiões intermediárias do Brasil, criadas pelo Instituto Brasileiro de Geografia e Estatística (IBGE) em 2017. É composta por 44 municípios, distribuídos em três regiões geográficas imediatas.
Sua população total estimada pelo Instituto Brasileiro de Geografia e Estatística (IBGE) para 1º de julho de 2018 é de 1 022 834 de habitantes, distribuídos em uma área total de 13 223,106 km².
Ipatinga é o município mais populoso da região intermediária, com 261 344 habitantes, de acordo com estimativas de 2018 do Instituto Brasileiro de Geografia e Estatística (IBGE).

## Regiões geográficas imediatas
| Região geográfica imediata                   | Municípios | População Estimativa 2018 | Área (km²) |
| -------------------------------------------- | --- | ------------------------- | ---------- |
| Região Geográfica Imediata de Ipatinga       | Açucena Antônio Dias Belo Oriente Braúnas Bugre Coronel Fabriciano Dionísio Dom Cavati Iapu Ipaba Ipatinga Jaguaraçu Joanésia Marliéria Mesquita Naque Periquito Pingo-d'Água Santana do Paraíso São João do Oriente São José do Goiabal Timóteo       | 639 465                   | 6 087,073  |
| Região Geográfica Imediata de Caratinga      | Alvarenga Bom Jesus do Galho Caratinga Córrego Novo Entre Folhas Imbé de Minas Inhapim Piedade de Caratinga Raul Soares Santa Bárbara do Leste Santa Rita de Minas São Domingos das Dores São Sebastião do Anta Ubaporanga Vargem Alegre Vermelho Novo | 233 570                   | 5 085,173  |
| Região Geográfica Imediata de João Monlevade | Bela Vista de Minas João Monlevade Nova Era Rio Piracicaba São Domingos do Prata São Gonçalo do Rio Abaixo | 149 799                   | 2 050,860  |
| Total                                        | 44 | 1 022 834                 | 13 223,106 |